# Myslovitz
Myslovitz — польская рок-группа, образованная в 1992 году в городе Мысловице. Название группы — это немецкое название данного города.

## Состав
- Михал Ковальонек — вокал, гитара
- Войцех Повага — гитара
- Пшемыслав Мышор — гитара
- Яцек Кудерски — бас-гитара
- Войчех Кудерски — ударная установка

## История
Артур Роек образовал группу в 1992 году. Она завоевала несколько призов на фестивалях, после чего группа подписала контракт с издательством MJM Music Polska. В 1995 году группа выпустила альбом Myslovitz, хорошо принятый критиками. Продюсером был Ян Гаррис, ранее известный по сотрудничеству с такими музыкальными группами, как Joy Division, New Order и The Exploited. В 1996 году 'Myslovitz' выпустил свой второй альбом — Sun Machine с Кавер-версией другой мысловецкой группы. Эта песенка называлась Peggy Brown, на слова ирландского национального барда, Турлоуга О’Кароляна, которые на польский перевёл известный поэт Эрнест Брылль. Это одна из самых известных песен данной группы до сих пор, также одна из самых популярных польских рок-песен.
В 1997 году 'Myslovitz' выпустили третий альбом, Z rozmyślań przy śniadaniu. В 1998 году они записали песню To nie był film для фильма Młode wilki ½. Брутальный текст относился к преступникам и их бегству с места убийства. Песня была воспринята неоднозначно и бойкотировалась. В 1999 году большой успех группе принёс альбом Miłość w czasach popkultury. Сингл Długość dźwięku samotności стал самой известной песней группы. В 2000 году группа записала песенку для фильма Duże zwierzę с Ежи Штуром и Анной Дымной. В 2003 группа записала также песенку для фильма Штура Pogoda na jutro. В том же фильме группа «исполняла роль» ансамбля монахов в монастыре.
После большого коммерческого успеха альбома Miłość w czasach popkultury никто не думал, что альбом Korova Milky Bar 2002 года будет пользоваться такой же популярностью, однако и он очень хорошо продавался. В 2003 году ансамбль выпустил английскую версию этого альбома. Интересно, что видеоклип к нему снял двукратный лауреат премии Оскар кинооператор Януш Каминьский, который описал себя как фана Myslovitz. В 2005 году коллектив получил приз Европейской комиссии за альбом Korova Milky Bar — лидер продаж в 10 новых странах Евросоюза. В 2003 году группа выпустила альбом с лучшими песнями. Его открывал сингл Kraków, где вместе с Ройкем пел Марек Грехута. Коллектив много концертировал в Европе, в частности как «поддержка» Игги Поп.
В 2004 году группа выпустила альбом Skalary, mieczyki, neonki и в 2006 — Happiness Is Easy.
В 2012 году Артур Роек оставил группу. Новый вокалист Михал Ковальонек.

## Избранные призы
- «Fryderyk» 1999 — 3 раза, в категориях: Группа года, Рок-альбом года, Песня года,
- «Fryderyk» 2000 — 2 раза, в категориях: Песня года, Видеоклип года,
- «Fryderyk» 2001 — 1 раз, в категории Альбом года — музыка альтернативная,
- MTV European Music Awards в категории Best Polish Act 2002,
- «Fryderyk» 2003 — 1 раз, в категории Альбом года,
- Специальный приз журнала «Впрост» 2006 в категории Лучший текст песни.

## Дискография

### Студийные альбомы
- 1995 Myslovitz (MJM Music PL)
- 1996 Sun Machine (Sony Music Polska)
- 1997 Z rozmyślań przy śniadaniu (Sony Music)
- 1999 Miłość w czasach popkultury (Sony Music)
- 2002 Korova Milky Bar (Sony Music Polska)
- 2003 The Best Of (Sony Music Polska)
- 2003 Korova Milky Bar (на английском языке) (Capitol/EMI Pomaton)
- 2004 Skalary, mieczyki, neonki (Capitol/EMI Pomaton)
- 2006 Happiness Is Easy (Capitol/EMI Pomaton)
- 2011 Nieważne jak wysoko jesteśmy… (EMI Music Poland)
- 2013 1.577 (EMI Music Poland)
- 2023 Wszystkie narkotyki świata

### Мини-альбомы / Синглы
- 1995 Myslovitz
- 1995 Zgon
- 1995 Krótka piosenka o miłości
- 1996 Maj
- 1996 Z twarzą Marilyn Monroe
- 1996 Historia jednej znajomości
- 1996 Peggy Brown
- 1997 Blue velvet
- 1997 Scenariusz dla moich sąsiadów
- 1997 Margaret
- 1998 To nie był film
- 1998 Zwykły dzień
- 1999 Długość dźwięku samotności
- 2000 My
- 2000 Chłopcy
- 2000 Polowanie na wielbłąda
- 2000 Dla Ciebie
- 2002 Acidland
- 2002 Sprzedawcy marzeń
- 2003 Chciałbym umrzeć z miłości
- 2003 Kraków (вместе с Маркем Грехутой)
- 2003 Behind Closed Eyes
- 2003 Acidland (на английском языке)
- 2003 Sound Of Solitude
- 2003 Sei taing kya
- 2004 Życie to surfing
- 2006 Mieć czy być
- 2006 Nocnym pociągiem aż do końca świata
- 2007 W deszczu maleńkich żółtych kwiatów
- 2007 Znów wszystko poszło nie tak
- 2011 Ukryte
- 2011 Art Brut